# Barra (Bahia)
Pour les articles homonymes, voir Barra.
Barra est une ville brésilienne de l'État de Bahia. Elle était auparavant nommée Vila de São Francisco de Chagas da Barra do Rio Grande.
Elle se situe par une latitude de 11° 05' 20" sud et par une longitude de 43° 08' 31" ouest. Sa population était estimée à 70 379 habitants en 2013. La municipalité s'étend sur 11 414 km2.
Barra possède un aéroport (code AITA : BQQ).

## Maires
| Période | Période | Identité             | Étiquette | Qualité |
| ------- | ------- | -------------------- | --------- | ------- |
| 2009    | 2012    | Artur da Silva Filho | PP        |         |

1. ↑  IBGE